# Pansy Division
Pansy Division is een Amerikaanse punkband uit San Francisco, Californië en is gevormd in 1991. De band bestaat voornamelijk uit homoseksuele artiesten. Ook de teksten en liedjes van de band gaan vooral over homoseksualiteit en gerelateerde onderwerpen. Pansy Division is een van de meer melodische bands die queercore spelen, een muziekgenre en beweging die is begonnen in de jaren 80.

## Bandleden
- Jon Ginoli - zang, gitaar (1991-heden)
- Chris Freeman - basgitaar, zang (1991-heden)
- Joel Reader - gitaar, zang (2004-heden)
- Luis Illades - drums (1996-heden)

### Ex-leden
- Jay Paget - drums (1991-1992)
- David Ward - drums (1992-1994)
- Liam Hart - drums (1994)
- David Ayer - drums (1994)
- Dan Panic - drums (1994)
- Patrick Hawley - drums (1995)
- Dustin Donaldson - drums (1995-1996)
- Patrick Goodwin - gitaar (1997-2004)
- Bernard Yin - gitaar (2004)

## Geschiedenis

### Het begin
Jon Ginoli begon als een van de eerste openlijk homoseksuele artiesten solo op te treden onder de naam Pansy Division. Kort hierna, in 1991, plaatste Ginoli een advertentie in de SF Weekly waarin hij liet weten dat hij op zoek was naar "homoseksuele muzikanten die van de Ramones, Buzzcocks en vroege Beatles houden”. Dit trok de aandacht van Chris Freeman, die als basgitarist bij de band kwam spelen. Met de komst van de nieuwe drummer Jay Puget was de band compleet, waarmee Pansy Division de eerste band in haar soort was. De leden hoopten het stereotype van homo-mannen die graag naar popmuziek luisteren teniet te doen door punkmuziek te spelen.

### Lookout!
In 1993, na enkele tours door Californië, bracht de band een aantal singles uit en was ook te horen op verschillende compilatiealbums. Pansy Division tekende rond deze tijd een contract bij het label Lookout! Records, gaven hun eerste studioalbum (Undressed) uit, en gingen voor het eerst op een nationale tour.
In 1994 kreeg de band meer bekendheid, met onder andere de uitgave van hun tweede studioalbum Deflowered en het spelen van een nummer op het compilatiealbum Outpunk Dance Party van Outpunk. Vooral in de queercore-scene werd de band een stuk bekender. Ook werd Pansy Division gevraagd om samen met Green Day te toeren, waardoor de band bekend werd bij het grote publiek. Hierdoor werd ook gelijk het concept queercore meer bekend, en vaker geassocieerd met Pansy Division.
In 1995 gaf de band nog een album uit, getiteld Pile Up, dat ook via Lookout! werd uitgegeven. Op dit album staan vooral covers van andere nummers. In 1996 het vierde studioalbum Wish I'd Taken Pictures uitgegeven. Op dit album verscheen ook de single "I Really Wanted You", waarvan de videoclip één keer op MTV te zien was. Een jaar later, in 1997, verscheen het verzamelalbum More Lovin' from Our Oven.
Rond deze tijd speelde de band voornamelijk als een trio, met Freeman en Ginoli als enige constante leden. Er waren veel verschillende drummers voor de band, waarvan sommigen ook heteroseksueel waren. In 1996 vonden de twee muzikanten eindelijk een permanente drummer voor de band, namelijkl Luis Illades, die ook homoseksueel is. In 1997 werd de band een kwartet met de komst van Patrick Goodwin als gitarist, die als enig lid hetero is.
In 1998 werd het vijfde studioalbum, Absurd Pop Song Romance, uitgegeven door Lookout! Records, waar band nog steeds bij speelde. De teksten waren wat serieuzer en minder grappig dan op de voorgaande studioalbums, aangezien de meeste nummers al vrij vroeg geschreven waren. Het is tevens het eerste album waarop twee gitaren te horen zijn. De band ging in hetzelfde jaar op tour met de meer bekende punkband Rancid.

### Alternative Tentacles
Pas vier jaar later, in 2001, gaf Pansy Division aan een nieuw studioalbum te willen opnemen. De band kreeg echter weinig steun van het label waar ze toen bij speelden, en besloot later dat jaar om bij een ander label te gaan spelen, namelijk Alternative Tentacles. Het resultaat hier van was het zesde studioalbum Total Entertainment!, dat in 2003 door Alternative Tentacles werd uitgegeven.
In 2006 bracht Alternative Tentacles The Essential Pansy Division uit, een verzamelalbums van de populairste nummers van de band waar dertig tracks op staan. De nummers zijn gekozen door Ginoli. Het bevat ook een dvd met videomateriaal van de band.
Following the release of Total Entertainment, Pansy Division's active touring and recording schedule declined as most of the members relocated to different parts of the country. The band continued to perform sporadically, usually at various gay pride festivals or local shows in San Francisco. In 2007, Pansy Division launched their first national tour since 2003 with reformed San Francisco punk band The Avengers, whose current line-up features both Illades and Reader.
In 2008 werd er een documentaire over de band gemaakt, getiteld Pansy Division: Life in a Gay Rock Band, geregisseerd door Michael Carmona. De film werd wereldwijd bekend en vaak vertoond op lhbt-filmfestivals en werd in 2009 op dvd uitgebracht.
In 2009 werd het zevende studioalbum uitgegeven, getiteld That's So Gay. In hetzelfde jaar werden ook een dvd met liveopnamen, een biografie van Ginoli en een biografie van de band genaamd Deflowered: My Life in Pansy Division uitgegeven. In 2009 ging de band ook weer op een nationale tour. In februari 2009 gaf de band een single van "Average Men" uit, de eerste track van het album. Op de B-kant staat een cover van "Coming Clean", van Green Day.

## Discografie

### Studioalbums
- Undressed (Lookout! Records, 1993)
- Deflowered (Lookout! Records, 1994)
- Wish I'd Taken Pictures (Mint Records, 1996)
- Absurd Pop Song Romance (Lookout! Records, 1998)
- Total Entertainment! (Alternative Tentacles, 2003)
- That's So Gay (Alternative Tentacles, 2009)
- Quite Contrary (Alternative Tentacles, 2016)

### Verzamelalbums
- Pile Up (Lookout! Records, 1995)
- More Lovin' from Our Oven (Lookout! Records, 1997)
- The Essential Pansy Division (Alternative Tentacles, 2006)
- Lost Gems & Rare Tracks (eigen beheer, alleen via iTunes en Bandcamp, 2010)
- Pansy Division Live 1992-2003 (eigen beheer, alleen via iTunes en Bandcamp, 2010)